# HD 145792
HD 145792，又名CD-2412623，SAO 184241、HR 6042，是一颗恒星，视星等为6.41，位于銀經351.01，銀緯19.03，其B1900.0坐标为赤經16h 7m 44.5s，赤緯-24° 19.03′ 58″。